# جورج سيمز
جورج سيمز (بالإنجليزية: George Sims) هو لاعب كرة قدم أمريكية أمريكي، ولد في 23 أكتوبر 1927 في Afton, Texas ‏ في الولايات المتحدة.

## وصلات خارجية
- جورج سيمز على موقع مرجع كرة القدم المحترفة.كوم (الإنجليزية)
- جورج سيمز على موقع JustSportsStats.com (الإنجليزية)